# مارتین مک‌کان
مارتین مک‌کان (به انگلیسی: Martin McCann) (زاده ۲۰ ژوئیهٔ ۱۹۸۳) بازیگر ایرلندی است.
از کارهای معروف او می‌توان به بازی در فیلم کالیبر اشاره کرد.